# كارل شولتس
كارل شولتس (بالألمانية: Karl Schulz)‏ (11 أغسطس 1901 في ألمانيا - 9 مارس 1971) هو لاعب كرة قدم ألماني في مركز الهجوم. شارك مع منتخب ألمانيا لكرة القدم. أما مع النوادي، فقد لعب مع هولشتاين كيل.

## وصلات خارجية
- كارل شولتس على موقع قاعدة بيانات كرة القدم.إي يو (الإنجليزية)
- كارل شولتس على موقع ناشيونال فوتبول تيمز (الإنجليزية)
- كارل شولتس على موقع عالم كرة القدم.نت (الإنجليزية)